# Cyrtopogon leleji
Cyrtopogon leleji är en tvåvingeart som beskrevs av Pavel Lehr 1998. Cyrtopogon leleji ingår i släktet Cyrtopogon och familjen rovflugor. Inga underarter finns listade i Catalogue of Life.